# Kamperen is plezant
Kamperen is plezant is het 238ste stripverhaal van Jommeke. De reeks wordt getekend door striptekenaar Jef Nys. Het album verscheen op 6 juni 2007.

## Personages
In dit verhaal spelen de volgende personages mee:
- Jommeke, Flip, Filiberke, Pekkie, Annemieke, Rozemieke, Choco, Marie, Teofiel, Professor Gobelijn, Anatool, Kwak en Boemel, Gravin van Stiepelteen, Odilon, Fifi, Jan Haring, Dikke Springmuis, Mic Mac Jampudding, Arabella, Madam Pepermunt, en de Begijntjes.

## Verhaal
Op een mooie dag begint boer Snor een camping. De eerste gasten zijn gravin Van Stiepelteen en Baron Van Piependale. Deze nodigen al hun vrienden uit. De volgende dag staat Jommeke, Filiberke, de Miekes, professor Gobelijn, de begijntjes, Anatool, de Propere Voeten... op de camping. Natuurlijk zijn er ook problemen zoals Gobelijn die geen tent bij zich heeft en Kwak en Boemel die geen tentstokken hebben. Ook zijn er problemen met een gasleiding maar die worden snel opgelost door de gravin. Maar 's nachts is er een zwaar onweer waardoor de hele camping gaat vliegen. Daardoor is het campingavontuur voorbij. Iedereen keert terug naar huis.